# Max Bloesch
Max Bloesch (auch Blösch; * 27. Juni 1908 in Olten; † 9. August 1997 in Solothurn) war ein Schweizer Turnlehrer, der durch seinen erfolgreichen Einsatz für die Wiederansiedlung des Weissstorchs in der Schweiz als Storchenvater bekannt wurde.

## Leben
Max Bloesch wurde als Sohn eines Buchhalters in Olten geboren. Nach dem Besuch des Lehrerseminars in Solothurn und der Ausbildung zum Turnlehrer an der Universität Basel wirkte er zunächst als Lehrer an der Gesamtschule im Weiler Huggerwald in der solothurnischen Gemeinde Kleinlützel und danach als Hilfsturnlehrer an der Kantonsschule Winterthur. Seit 1935 war Bloesch Turnlehrer an den Stadtschulen Solothurn, zu denen damals auch die Bezirksschule gehörte, ab 1956 bis zu seiner Pensionierung 1970 an der Bezirksschule Solothurn. Der Ehe von Max Bloesch mit Aline Hottiger († 1977) entsprossen drei Töchter und ein Sohn.

## Einsatz alsStorchenvater
Schon während seiner Zeit am Lehrerseminar widmete sich Max Bloesch der Vogelbeobachtung, wobei er ein besonderes Interesse für die Störche entwickelte. Da Bloesch feststellen musste, dass der Storch in der Schweiz dem Aussterben nahe war, fasste er den Entschluss, eine Storchensiedlung aufzubauen. Diese entstand ab 1948 in Altreu in der solothurnischen Gemeinde Selzach, zuerst mit Störchen aus dem Elsass und aus der Tschechoslowakei, dann mit einer grösseren Anzahl von Jungstörchen aus Algerien. Um 1950 galt der Storch in der Schweiz als ausgestorben. Durch die Storchen-Mutterstation in Altreu und mit der Zeit 22 Aussenstationen zwischen Genfer- und Bodensee konnte Bloesch jedoch erreichen, dass sich der Storch in der Schweiz wieder dauerhaft niederliess. In Bloeschs Todesjahr 1997 wurden landesweit 170 Brutpaare gezählt. Für seine Verdienste als Storchenvater wurde Bloesch 1983 mit einem Ehrendoktor der Universität Bern ausgezeichnet. 1986 erhielt er den Adele-Duttweiler-Preis.

## Sport
Als Feldhandballspieler war Max Bloesch Mitglied des Teams, welches die Bronzemedaille bei den Olympischen Sommerspielen 1936 gewann. Er bestritt ein Spiel. Als Turnlehrer gehörte Bloesch zu den Pionieren des Einsatzes von Musik im Turnunterricht.

## Werke (Auswahl)
- Korbball. Eidgenössischer Turnverein, Aarau 1949 (2. Aufl. 1953).
- Stirbt der Storch in der Schweiz aus? 1948-1958, 10 Jahre Storchenansiedlungsversuch Altreu. Schweizerische Vogelwarte, Sempach 1958.
- 20 Jahre Storchenansiedlungsversuch Altreu, 1948-1968. Schweizerische Vogelwarte, Sempach 1968.
- Max Bloesch, Maurice Dizerens, Ernst Sutter: Die Mauser der Schwungfedern beim Weißstorch Ciconia ciconia. In: Der Ornithologische Beobachter. Band 74, 1977, S. 161–188 (online [PDF; 2,1 MB]).
- Drei Jahrzehnte schweizerischer Storchenansiedlungsversuch (Ciconia ciconia) in Altreu, 1948-1979. In: Der Ornithologische Beobachter. Band 77, Nr. 3, 1980, S. 167–194.
- Altreu und seine Störche. Vogt-Schild, Solothurn 1983, ISBN 3-85962-065-7.
- Max Bloesch, Wendla Boettcher-Streim, Maurice Dizerens: Über die Mauser des Grossgefieders beim Schwarzstorch. In: Der Ornithologische Beobachter. Band 84, 1987, S. 301–315.
- Lukas Jenni, Wendla Boettcher-Streim, Markus Leuenberger, Elisabeth Wiprächtiger und Max Bloesch: Zugverhalten von Weissstörchen Ciconia ciconia des Wiederansiedlungsversuchs in der Schweiz im Vergleich mit jenem der West- und der Maghreb-Population. In: Der Ornithologische Beobachter. Band 88, 1991, S. 287–319.
- Le retour des cigognes. La station d'acclimatation d'Altreu. Vogt-Schild, Solothurn 1989, ISBN 3-85962-089-4.